# Ria de Betanzos

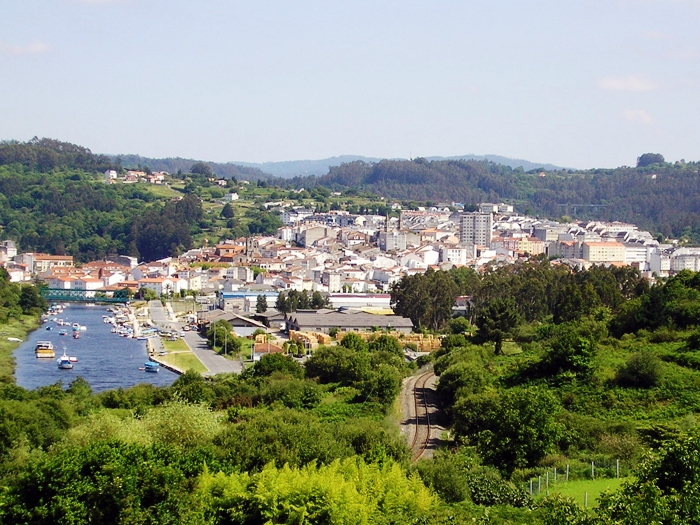
El riu Mandeo a Betanzos.

La ria de Betanzos és una ria de la província de la Corunya, a Galícia, que forma part de les Rías Altas i de l'Arc Àrtabre. Es troba entre la ria d'Ares i la ria de la Corunya. Banya les costes dels municipis de Sada, Bergondo, Betanzos, Paderne, Miño i Pontedeume.
La ria neix a la ciutat de Betanzos, a conseqüència de la desembocadura conjunta dels rius Mendo i Mandeo. Té un recorregut de vuit quilòmetres fins a Punta Carboeira, on s'uneix a la ria d'Ares. A més dels dos rius anteriors, també hi desemboquen el Lambre i el Baxoi, tots dos pel marge dret.
Tot i que en altres èpoques va ser navegable en tota la seva extensió, els sediments dipositats al seu fons i a les riberes van anar reduint considerablement el seu calat i actualment només es permet la navegació en el seu tram final. Aquest fet va permetre la construcció de tres ponts sobre les seves aigües: un de ferrocarril i dos viaductes, que permeten escurçar el trajecte que separa la Corunya i Ferrol.